# Pouldreuzic
Pouldreuzic is een gemeente in het Franse departement Finistère (regio Bretagne). De plaats maakt deel uit van het arrondissement Quimper. Pouldreuzic telde op 1 januari 2022 2.128 inwoners.

## Geografie
De oppervlakte van Pouldreuzic bedroeg op 1 januari 2022 16,75 vierkante kilometer; de bevolkingsdichtheid was toen 127 inwoners per km².

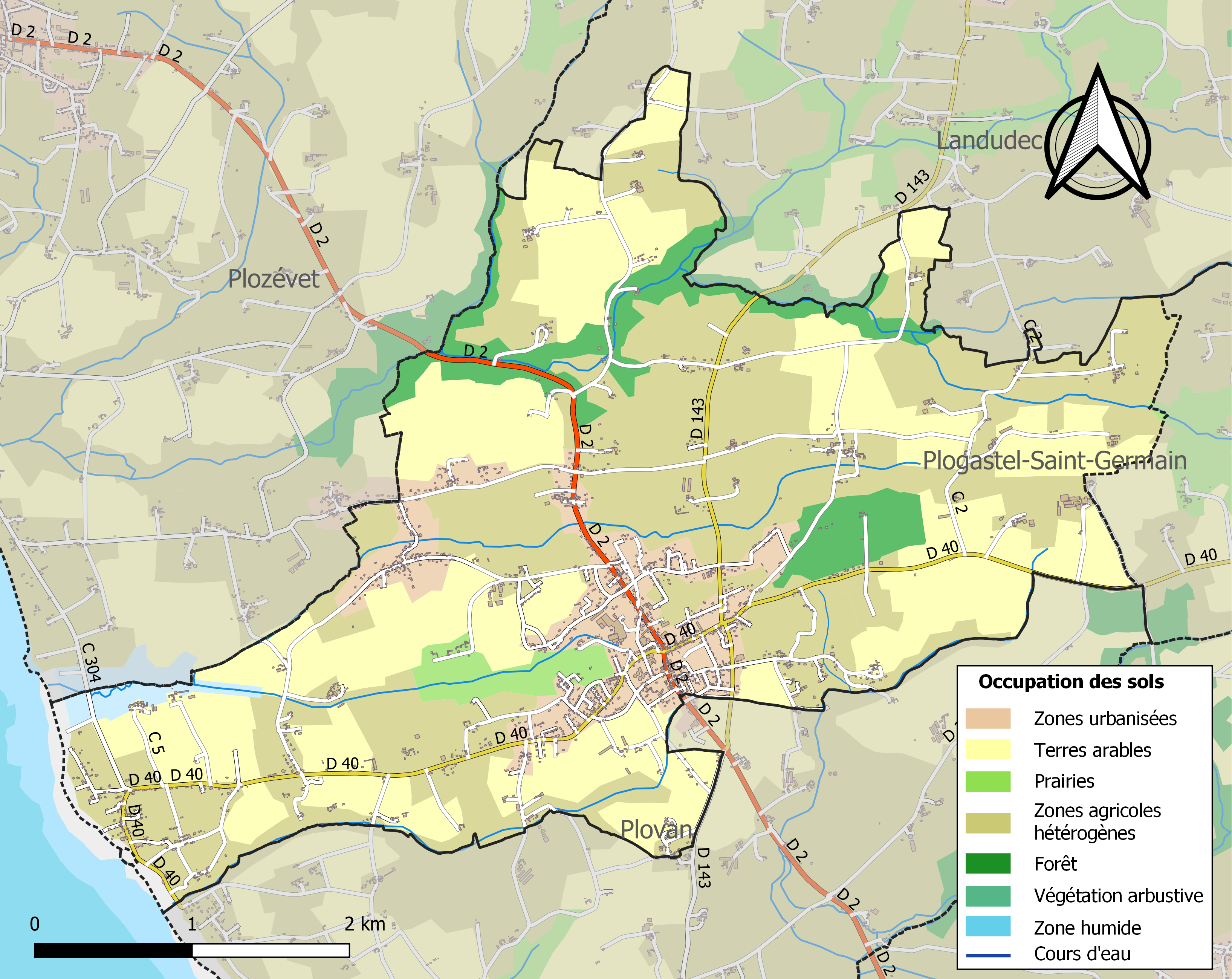
Kaart van de gemeente met belangrijkste infrastructuur, bodemgebruik en omliggende gemeenten

## Geboren in Pouldreuzic
- Pierre-Jakez Hélias (1914-1995), journalist, schrijver, dichter, folklorist, toneel- en radiomaker

## Demografie
Onderstaande figuur toont het verloop van het inwonertal (bron: INSEE-tellingen).